# Pyrausta childrenalis
Pyrausta childrenalis is een vlinder van de familie van de grasmotten (Crambidae). De wetenschappelijke naam van deze soort is voor het eerst voorgesteld als Botys childrenalis door Jean Baptiste Boisduval in een publicatie uit 1833.
De soort komt voor op Madagaskar en Réunion.